# Wielka Brytania na Letnich Igrzyskach Olimpijskich 1896
Wielka Brytania na Letnich Igrzyskach Olimpijskich 1896 była reprezentowana przez 10 zawodników, którzy wystartowali w 19 konkurencjach w 7 dyscyplinach.

## Wyniki

### Lekkoatletyka
| Konkurencja             | Miejsce   | Zawodnik          | Eliminacje | Finał         |
| ----------------------- | --------- | ----------------- | ---------- | ------------- |
| 100 metrów              | nieznane  | Launceston Elliot | nieznany   | nie awansował |
| 100 metrów              | nieznane  | Charles Gmelin    | nieznany   | nie awansował |
| 100 metrów              | nieznane  | George Marshall   | nieznany   | nie awansował |
| 400 metrów              | 3 miejsce | Charles Gmelin    | nieznany   | nieznany      |
| 800 metrów              | nieznane  | George Marshall   | nieznany   | nie awansował |
| 110 metrów przez płotki | 2 miejsce | Grantley Goulding | 18,4 s     | 17,6 s        |

| Konkurencja  | Miejsce   | Zawodnik            | Wynik   |
| ------------ | --------- | ------------------- | ------- |
| Rzut Dyskiem | 4 miejsce | George S. Robertson | 25,20 m |

### Kolarstwo
| Medale według dni | Medale według dni | Medale według dni | Medale według dni | Medale według dni | Medale według dni | Medale według dni |
| ----------------- | ----------------- | ----------------- | ----------------- | ----------------- | ----------------- | ----------------- |
| Dzień             | Data              |                   |                   |                   | W sumie           |                   |
| Dzień 1           | 6 kwietnia        | 0                 | 0                 | 0                 | 0                 |                   |
| Dzień 2           | 7 kwietnia        | 1                 | 1                 | 1                 | 3                 |                   |
| Dzień 3           | 8 kwietnia        | 0                 | 0                 | 0                 | 0                 |                   |
| Dzień 4           | 9 kwietnia        | 0                 | 0                 | 0                 | 0                 |                   |
| Dzień 5           | 10 kwietnia       | 0                 | 1                 | 0                 | 1                 |                   |
| Dzień 6           | 11 kwietnia       | 1                 | 0                 | 0                 | 1                 |                   |
| Dzień 7           | 12 kwietnia       | 0                 | 0                 | 1                 | 1                 |                   |
| Dzień 8           | 13 kwietnia       | 0                 | 1                 | 0                 | 1                 |                   |
| Dzień 9           | 14 kwietnia       | –                 | –                 | –                 | –                 |                   |
| Dzień 10          | 15 kwietnia       | –                 | –                 | –                 | –                 |                   |
|                   |                   |                   |                   |                   |                   |                   |
| suma:             | suma:             | 2                 | 3                 | 2                 | 7                 |                   |

| Konkurencja          | Miejsce   | Zawodnik      | Czas/Dystans |
| -------------------- | --------- | ------------- | ------------ |
| Sprint (333 metry)   | 4 miejsce | Edward Battel | 26,2 s       |
| Sprint (333 metry)   | 5 miejsce | Frank Keeping | 27,0 s       |
| 100 kilometrów       | –         | Edward Battel | nie ukończył |
| Wyścig 12 - godzinny | 2 miejsce | Frank Keeping | 314,664 km   |
| Wyścig szosowy       | 3 miejsce | Edward Battel | nieznany     |

### Gimnastyka
| Konkurencja         | Miejsce   | Zawodnik          | Wynik    |
| ------------------- | --------- | ----------------- | -------- |
| Wspinaczka po linie | 5 miejsce | Launceston Elliot | nieznany |

### Strzelectwo
| Konkurencja       | Miejsce    | Zawodnik      | Wynik        | Trafienia    |
| ----------------- | ---------- | ------------- | ------------ | ------------ |
| Karabin wojskowy  | 10 miejsce | Sidney Merlin | 1156         | nn           |
| Karabin wojskowy  | nieznane   | Machonet      | nieznane     | nieznane     |
| Karabin dowolny   | nieznane   | Sidney Merlin | nieznane     | nieznane     |
| Pistolet wojskowy | –          | Sidney Merlin | nie ukończył | nie ukończył |
| Pistolet szybki   | –          | Sidney Merlin | nie ukończył | nie ukończył |

### Tenis
| Konkurencja | Miejsce   | Zawodnik                                | 1 runda   | 1/4 finału    | 1/2 finału    | Finał            |
| ----------- | --------- | --------------------------------------- | --------- | ------------- | ------------- | ---------------- |
| Singiel     | 1 miejsce | John Pius Boland                        | Wygrana   | Wygrana       | Wygrana       | Wygrana 6-2, 6-2 |
| Singiel     | 8 miejsce | George S. Robertson                     | Przegrana | nie awansował | nie awansował | nie awansował    |
| Debel       | 1 miejsce | John Pius Boland & Friedrich Traun      | –         | Wygrana       | Wolny los     | Wygrana          |
| Debel       | 3 miejsce | George S. Robertson & (AUS) Teddy Flack | –         | Wolny los     | Przegrana     | nie awansowali   |

### Podnoszenie ciężarów
| Konkurencja | Miejsce   | Zawodnik          | Wynik    |
| ----------- | --------- | ----------------- | -------- |
| Jednorącz   | 1 miejsce | Launceston Elliot | 71,0 kg  |
| Oburącz     | 2 miejsce | Launceston Elliot | 111,5 kg |

### Zapasy
| Konkurencja         | Miejsce   | Zawodnik          | 1/4 finału | 1/2 finału    | Finał         |
| ------------------- | --------- | ----------------- | ---------- | ------------- | ------------- |
| styl Greko-Romański | 4 miejsce | Launceston Elliot | Porażka    | nie awansował | nie awansował |